# 高雄市私立普門高級中學
佛光山財團法人高雄市普門高級中學是一所位於臺灣高雄市的私立中學。創校於當時位於高雄縣岡山鎮原名為高雄縣正氣中學；1977年台灣省政府教育廳核准，更名為高雄縣私立普門高級中學，並遷校於高雄縣大樹鄉佛光山；2009年一月遷至現校區高雄市大樹區大坑路。自1979年改制為高中以來，即維持國中部男女合班制。

## 校史
- 1963年，創設於高雄縣岡山鎮（今高雄市岡山區），定名高雄縣私立正氣中學。
- 1977年，奉台灣省政府教育廳核准，更名為高雄縣私立普門高級中學，並遷校於高雄縣大樹鄉（今高雄市大樹區）佛光山。
- 1978年8月，增設高職部觀光事業科及幼保科。
- 1979年8月，增設高職部高中部。
- 2002年8月，增設高職部資料處理科。
- 2008年2月，遷往新校區，遷校於高雄市大樹區大坑里。
- 2012年11月，更名為佛光山學校財團法人高雄市普門高級中學。
- 2013年8月，增設高職部餐飲管理科。
- 2016年8月，撤高職部資料處理科

## 運動校隊

### 女籃
高中籃球聯賽HBL
| 學年度 | 94學年度 | 95學年度 | 96學年度 | 97學年度 | 98學年度 | 99學年度 | 100學年度 | 101學年度 | 102學年度 | 104學年度 | 105學年度 | 106學年度 | 107學年度 | 108學年度 | 109學年度 | 110學年度 | 111學年度 | 112學年度 | 113學年度 |
| ------ | -------- | -------- | -------- | -------- | -------- | -------- | --------- | --------- | --------- | --------- | --------- | --------- | --------- | --------- | --------- | --------- | --------- | --------- | --------- |
| 名次   | 第五名   | 第五名   | 第三名   | 第一名   | 第二名   | 第七名   | 第二名    | 第八名    | 第八名    | 第四名    | 第一名    | 第一名    | 第三名    | 第五名    | 第五名    | 第五名    | 第五名    | 第二名    | 第七名    |

### 棒球
青棒隊於2013年7月1日正式成軍，自2016年至2019年連續三年闖進高中木棒聯賽的四強。

## 相關連結
- 學校官網 （页面存档备份，存于）
- 教育部網站
- 都會學園 （页面存档备份，存于）
- 三好體育協會 （页面存档备份，存于）